# Нікарагуа на літніх Олімпійських іграх 2016
Нікарагуа на літніх Олімпійських іграх 2016 був представлений 5 спортсменами в 4 видах спорту. Жодної медалі олімпійці Нікарагуа не завоювали.

## Спортсмени
| Дисципліна     | Чоловіки | Жінки | Разом |
| -------------- | -------- | ----- | ----- |
| Легка атлетика | 1        | 0     | 1     |
| Стрільба       | 1        | 0     | 1     |
| Плавання       | 1        | 1     | 2     |
| Важка атлетика | 0        | 1     | 1     |
| Разом          | 3        | 2     | 5     |

## Легка атлетика
Легенда
- Note – для трекових дисциплін місце вказане лише для забігу, в якому взяв участь спортсмен
- Q = пройшов у наступне коло напряму
- q = пройшов у наступне коло за добором (для трекових дисциплін - найшвидші часи серед тих, хто не пройшов напряму; для технічних дисциплін - увійшов до визначеної кількості фіналістів за місцем якщо напряму пройшло менше спортсменів, ніж визначена кількість)
- NR = Національний рекорд
- N/A = Коло відсутнє у цій дисципліні
- Bye = спортсменові не потрібно змагатися у цьому колі

Трекові і шосейні дисципліни
| Спортсмен     | Дисципліна                    | Попередній забіг | Попередній забіг | Півфінал        | Півфінал        | Фінал           | Фінал           |
| Спортсмен     | Дисципліна                    | Результат        | Місце            | Результат       | Місце           | Результат       | Місце           |
| ------------- | ----------------------------- | ---------------- | ---------------- | --------------- | --------------- | --------------- | --------------- |
| Ерік Родрігес | біг на 1500 метрів (чоловіки) | 4:00.30          | 15               | Завершив виступ | Завершив виступ | Завершив виступ | Завершив виступ |

## Стрільба
| Спортсмен      | Дисципліна                                  | Кваліфікація | Кваліфікація | Фінал           | Фінал           |
| Спортсмен      | Дисципліна                                  | Очки         | Місце        | Очки            | Місце           |
| -------------- | ------------------------------------------- | ------------ | ------------ | --------------- | --------------- |
| Рафаель Лакайо | пневматичний пістолет, 10 метрів (чоловіки) | 569          | 39           | Завершив виступ | Завершив виступ |

Пояснення до кваліфікації: Q = Пройшов у наступне коло; q = Кваліфікувався щоб змагатись у поєдинку за бронзову медаль

## Плавання
| Спортсмен           | Дисципліна                           | Попередній заплив | Попередній заплив | Півфінал         | Півфінал         | Фінал            | Фінал            |
| Спортсмен           | Дисципліна                           | Час               | Місце             | Час              | Місце            | Час              | Місце            |
| ------------------- | ------------------------------------ | ----------------- | ----------------- | ---------------- | ---------------- | ---------------- | ---------------- |
| Мігель Мена         | 100 метрів вільним стилем (чоловіки) | 53.40             | 55                | Завершив виступ  | Завершив виступ  | Завершив виступ  | Завершив виступ  |
| Далія Торрес Замора | 100 метрів батерфляєм (жінки)        | 1:05.81           | 39                | Завершила виступ | Завершила виступ | Завершила виступ | Завершила виступ |

## Важка атлетика
| Спортсмен                      | Категорія        | Ривок     | Ривок | Поштовх   | Поштовх | Загалом | Місце |
| Спортсмен                      | Категорія        | Результат | Місце | Результат | Місце   | Загалом | Місце |
| ------------------------------ | ---------------- | --------- | ----- | --------- | ------- | ------- | ----- |
| Скарлет Елізабет Меркадо Лопес | до 53 кг (жінки) | 66        | 11    | 89        | 10      | 155     | 10    |